# کلاتو (دامغان)
کلاتو یک روستا در ایران است که در دهستان قهاب رستاق واقع شده‌است.